# Estomi
Estomi (en llatí Stomius, en grec antic Στόμιος) fou un escultor grec.
Va fer una estàtua de Hierònim d'Andros un vencedor a Olímpia que va derrotar a Tisamen d'Elis, l'endeví que després va lluitar en la batalla de Platea. Aquesta obra, encara que en va fer d'altres, és l'única que se li coneix, i està datada aproximadament entre el 500 aC i el 490 aC, si és que es va fer poc després de la victòria olímpica. L'època de l'artista se situaria just abans de l'inici de les guerres mèdiques.